# 보잉 929

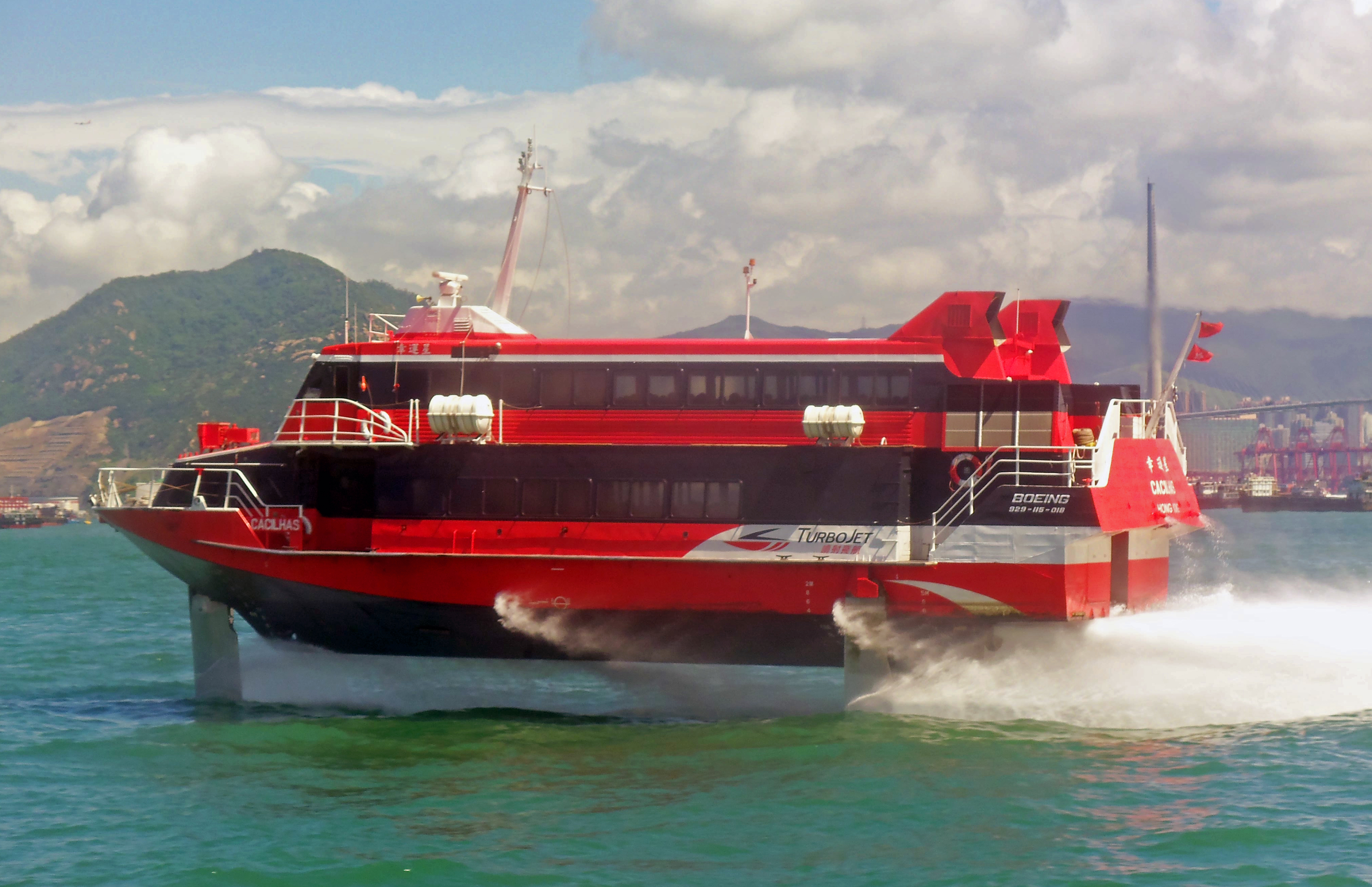

보잉 929(Boeing 929)는 보잉이 개발한 유일한 배로, 수중익선이다. 제트포일(Jetfoil)이라는 별명으로도 알려져 있다.

## 개요
로버트 베이트먼(Robert Bateman)이 개발을 지휘한 제품으로, 항공기에 사용한 여러 시스템들이 응용된 배이다. 처음에는 군사용으로 개발이 시작되었으나 1974년 4월에 이르러 167명에서 400명까지의 여객을 태울 수 있도록 상정된 여객용의 개발도 시작되었다.
군사용은 929, 여객용은 929-100이라는 형식 번호가 부여되었으며 1975년에 세 척의 929-100이 하와이의 선사인 시플라이트(Seaflite Inc.)에 납품되었다. 이들은 1979년까지 사용된 후 홍콩의 선사인 파이스트 히드로포일(遠東水翼船務有限公司)에 매각되어 홍콩~마카오 항로에 투입되었다. 929-100형은 계속 생산되어 대한해협, 영불해협, 카나리아 제도, 사우디 아라비아, 인도네시아 등지에서 사용되었다.
1979년에는 영국 왕립 해군이 929형을 구입하여 스피디(Speedy) 함이라는 이름으로 운용을 개시했다.

## 취항 노선
이 선박이 취항하고 있는 노선은 홍콩과 마카오를 오가는 여객선 외에도 일본의 본토와 낙도를 오가는 배편, 부산항여객터미널에서 규슈의 첫 관문 기지인 하카타항이나 쓰시마섬의 이즈하라항, 히타카쓰항 등을 오가는 배편도 물론 운항하는 것으로 드러나고 있다.